# Idioma urrumano
El urrumano es una lengua túrquica noroccidental hablada por varios miles de personas que viven en unos cuantos pueblos localizados en el sureste ucraniano al norte del mar de Azov, así como por las demás comunidades de habla urrumana que se han dispersado por el globo.
Esta lengua desciende del antiguo cumano, guarda similitud con el turco y algunos autores consideran que se trata de un dialecto del tártaro crimeo, mientras que otros opinan que en realidad es un idioma independiente.

## Hablantes
El urrumano es la lengua de los griegos turquificados del Kanato de Crimea asentados en la península que fueron reubicados más al norte en 1778 a consecuencia de la conquista rusa.
En la actualidad, la población urrumana (que llegaba en la década de 1980 a las, aproximadamente, 60 000 personas) se concentra principalmente en los raiones ucranianos de Velikonovoselkov, Perchotravensk, Starobechev, Telmanov (situados todos estos en el óblast de Donetsk) y Kuibychev (óblast de Zaporizhia), así como en Mariúpol.

## Término
El término "urrumano" proviene del vocablo muslímico Rûm, que se aplicaba al Imperio bizantino y significa "Roma". Los turcos otomanos lo usaban para referirse a los no musulmanes que residían dentro de su imperio. La "u" inicial de 'urrumano' es protética; ya que, en principio, ninguna palabra turca empezaba con erre y, los étimos de otras lenguas que así lo hacían, eran precedidos de una vocal.
Actualmente, el uso común de este nombre supone cierta ambigüedad, pues también se le da a otro grupo de griegos de habla turca (y no crimeo-tártara, como los de Ucrania) que viven en Georgia.

## Fonética

### Vocales
|         | Anterior    | Central | Posterior   |
| ------- | ----------- | ------- | ----------- |
| Cerrada | и (i) ӱ (y) | ы (ɨ)   | у (u)       |
| Media   | э (e)       | э (ə)   | ö (ø) o (o) |
| Abierta | ä (æ)       | a (a)   |             |

### Consonantes
|             | Labial | Labial | Dental | Dental | Alveolar | Alveolar | Postalveolar | Postalveolar | Palatal | Palatal | Velar | Velar | Glotal | Glotal |
| ----------- | ------ | ------ | ------ | ------ | -------- | -------- | ------------ | ------------ | ------- | ------- | ----- | ----- | ------ | ------ |
| Oclusiva    | p      | b      | t      | t      | t        | d        | d            | d            | c       | ɟ       | k     | ɡ     |        |        |
| Africada    |        |        |        |        | ts¹      |          | tʃ           | dʒ           |         |         |       |       |        |        |
| Fricativa   | f      | v      | θ      | ð ²    | s        | z        | ʃ            | ʒ            |         |         | x     | ɣ     | h      |        |
| Nasal       | m      | m      | n      | n      |          |          |              |              |         |         | ŋ     | ŋ     |        |        |
| Vibrante    |        |        | r      | r      |          |          |              |              |         |         |       |       |        |        |
| Lateral     |        |        | l      | l      |          |          |              |              |         |         |       |       |        |        |
| Aproximante |        |        |        |        |          |          |              |              | j       | j       |       |       |        |        |

(1) /ts/ solamente se encuentra en préstamos extranjeros.
(2) /θ/ y /ð/ solamente se encuentran en préstamos griegos.

## Escritura
Se conocen algunos manuscritos escritos en urrumano utilizando el alfabeto griego. Durante el período comprendido entre 1928 y 1939, tiempo en el que se enseñó tártaro crimeo en las aldeas urrumanas, se escribió en urrumano usando un alfabeto latino reformado. Después y hasta la fecha, se ha empleado la escritura cirílica para escribir esta lengua; aunque sin carácter oficial, es por ello que aún no existe un alfabeto urrumano estandarizado. El reconocido especialista en lenguas túrquicas noroccidentales, Alexander Garkavets, utiliza en su obra el siguiente alfabeto:
| А а   | Б б | В в   | Г г   | Ғ ғ | Д д | (Δ δ) | Д′ д′ |
| (Ђ ђ) | Е е | Ж ж   | Җ җ   | З з | И и | Й й   | К к   |
| Л л   | М м | Н н   | Ң ң   | О о | Ӧ ӧ | П п   | Р р   |
| С с   | Т т | Т′ т′ | (Ћ ћ) | У у | Ӱ ӱ | Υ υ   | Ф ф   |
| Х х   | Һ һ | Ц ц   | Ч ч   | Ш ш | Щ щ | Ъ ъ   | Ы ы   |
| Ь ь   | Э э | Ю ю   | Я я   | Θ θ |     |       |       |

Asimismo, el manual de capacitación de urrumano, publicado en Kiev en 2008, utiliza este otro:
| А а | Б б | В в | Г г | Ґ ґ | Д д | Д' д' | Дж дж |
| Е е | З з | И и | Й й | К к | Л л | М м   | Н н   |
| О о | Ӧ ӧ | П п | Р р | С с | Т т | Т' т' | У у   |
| Ӱ ӱ | Ф ф | Х х | Ч ч | Ш ш | Ы ы | Э э   |       |

## Publicaciones
La literatura en urrumano es muy escasa. Hay un diccionario, un glosario y una pequeña descripción de la lengua.